# Sławomira Łozińska
Sławomira Maria Łozińska est une actrice polonaise de théâtre et de cinéma, membre du Conseil national de la radiodiffusion (pl) de 2003 à 2005 née le 8 avril 1953 à Varsovie.

## Biographie

### Jeunesse et études
Elle fréquente le lycée Jan Kochanowski à Varsovie et, dans les années 1971-1975, elle étudie à la Académie de théâtre Alexandre-Zelwerowicz à Varsovie, où elle obtient un master en arts. Elle suit également un cours de troisième cycle en gestion culturelle à l'École des hautes études commerciales de Varsovie.

### Carrière
De 1973 à 1986 et de 1988 à 1990, elle est actrice au Théâtre national de Varsovie.
De 1990 à 1994, elle joue au Théâtre Nowy (pl) de Varsovie.
De 1993 au 1994, elle joue au Théâtre Adekwatny (pl) de Varsovie.
Depuis 1997, elle dirige le département de l'organisation du travail artistique au Théâtre national.
Elle collabore avec TVP en tant que rédactrice et animatrice de l'émission Kawa czy herbata ? de 1994 à 1995. De 1996 à 1999, elle est vice-présidente du conseil principal de l'Union des artistes de scène polonais (pl).
En mai 2003, elle est nommée par le président Aleksander Kwaśniewski au Conseil national de la radiodiffusion, où elle siège jusqu'en décembre 2005. En 2006, elle retourne au Théâtre national et, en 2008, elle prend le poste de directrice générale du Théâtre Ateneum de Varsovie.
Sa production artistique comprend des dizaines de rôles au théâtre, au cinéma et à la télévision, notamment au théâtre de la radio et de la télévision polonaises. Elle joue notamment dans les séries télévisées Daleko od szosy et W labiryncie et tient des rôles épisodiques dans les séries Klan et Złotopolscy. En 2007, elle rejoint la distribution de la série télévisée Barwy szczęścia.

## Vie privée
Elle était mariée au pianiste Janusz Olejniczak. Leur fils, Tomasz Olejniczak, meurt à 24 ans d'une embolie,.